# 八百津発電所

1919年（大正8年）から1939年（昭和14年）にかけて存在した大同電力による木曽川水力発電事業の経緯と発電所位置図

八百津発電所（やおつはつでんしょ）は、かつて岐阜県加茂郡八百津町に存在した、水力発電所である。木曽川本流に位置し、1911年（明治44年）より1974年（昭和49年）にかけて運転された。

## 概要
八百津発電所は、かつて木曽川本流に設置されていた水力発電所である。木曽川中流部、岐阜県加茂郡八百津町に位置する。
岐阜県内ではなく愛知県名古屋市への送電を目的に建設された発電所で、1906年（明治39年）の開発主体となる電力会社名古屋電力設立を経て、1908年（明治41年）に着工された。しかし名古屋電力は工事途上（未開業）のまま明治後期から営業する既存電力会社名古屋電灯に合併され、発電所工事は同社へと引き継がれた。3年余りの工期を経て八百津発電所は1911年（明治44年）12月10日より運転を開始する。なお1917年（大正6年）までは河川名をとって「木曽川発電所」という発電所名であった。
完成時の発電所出力は7,500キロワットであった。その後付属する放水口発電所の建設（1917年）、水車・発電機の改造工事（1922 - 1924年）により出力1万800キロワットを擁する発電所となる。またその間の会社合併により運営会社が名古屋電灯より東邦電力に変わったが、1925年（大正14年）以降、木曽川開発を手掛け名古屋方面のほか関西地方にも送電する大同電力へと全出力を送電するようになった。
電力国家管理に伴い1941年（昭和16年）に東邦電力から日本発送電へと出資され、太平洋戦争後の1951年（昭和26年）には電気事業再編成によって他の木曽川本流の発電所とともに関西電力へと継承された。関西電力の時代なると、戦中から工事が進められていた丸山発電所が八百津発電所の直上流に完成する。これに伴い、八百津発電所も取水先が丸山発電所と同じ丸山ダムへと移行するという変化が生じた。しかし1971年（昭和46年）、丸山ダムから取水する3つ目の発電所として新丸山発電所が完成すると、これに置き換えられる形で八百津発電所は1974年（昭和49年）11月16日付で廃止となった。
廃止後、旧発電所建物は地元八百津町に譲渡され1978年（昭和53年）に「八百津町郷土館」（1998年以降「旧八百津発電所資料館」）として整備された。1998年（平成10年）5月1日には旧発電所施設が国の重要文化財に指定されている。

## 歴史

### 建設計画
八百津発電所の運転開始は1911年であるが、発電所建設計画の発端は1896年（明治29年）までさかのぼる。

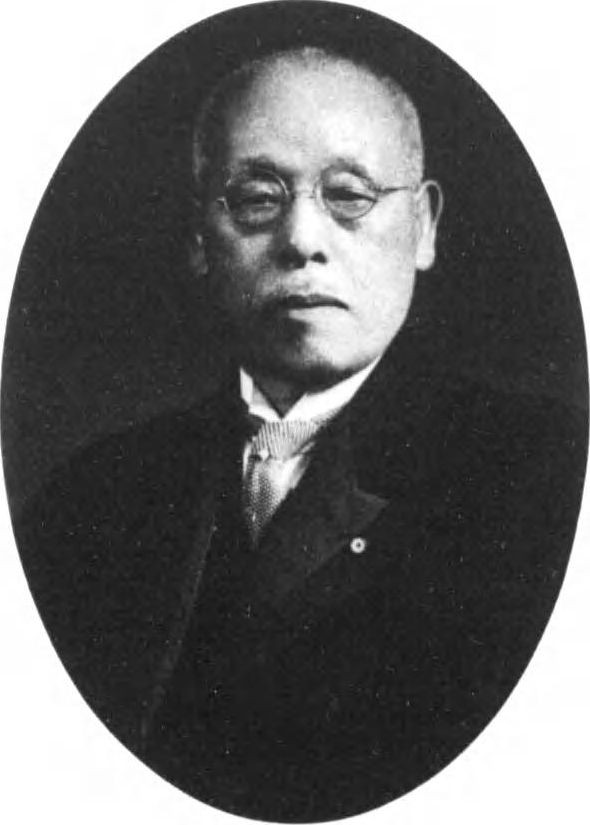
兼松煕

八百津発電所計画は、1896年（明治29年）春、名古屋市の企業家が木曽川沿岸を踏査し、恵那郡飯地村（現・恵那市飯地町）より取水して加茂郡潮見村（現・八百津町潮見）に発電所を設ける、という計画を立てたことに始まる。翌1897年（明治30年）には早速岐阜県知事に対し水利権の申請がなされた。その後数度にわたる設計変更や水利権出願人の交代があって一時停頓するも、出願人の一人から話を持ち込まれた加茂郡選出の衆議院議員兼松煕が参入すると計画は進行し、兼松によって出願者間の確執は調停され、さらに東京の資本家も巻き込んだ電力会社の起業が決定をみた。
兼松は新会社の地盤を固めるため名古屋も訪れて名古屋財界と協議し、名古屋商業会議所会頭奥田正香らの賛同を取り付け、会社発起人に名古屋財界も加わえることに成功した。奥田・兼松ら名古屋電力株式会社発起人は、1904年（明治37年）7月27日、岐阜県知事に対して加茂郡飯地村から八百津町字諸田（現・八百津町八百津）に至る水利権を申請。1906年（明治39年）6月23日になって水利権（水路の新設）が許可となり、同年9月28日さらに電気事業経営許可を逓信省に申請し、11月20日この許可を受けた。この間の1906年（明治39年）10月22日、名古屋電力の総会が開かれ会社が成立している。

### 運転開始
会社が成立したものの、翌1907年（明治40年）に日露戦争後の反動不況が発生してしまい、1908年（明治41年）まで約1年の事業中断を余儀なくされた。1908年1月7日に起工式を挙行するも、着工後も難工事が続き、ことに水路隧道工事が困難を極め発電所の完成をさらに遅らせる結果となった。開業の遅れや工事費の肥大化に名古屋電力が苦悩するのを見て、名古屋における既存電気事業者である名古屋電灯は名古屋電力の合併に動き出し、1910年（明治43年）10月に名古屋電力を吸収した。合併の結果、八百津発電所の建設は名古屋電灯に引き継がれた。
翌1911年（明治44年）6月、発電所の水路工事が竣工した。これを受けて仮通水を始めるが、水路の一部が崩落する事故が発生する。水路の修理は同年10月に完了し、通水を再開すると今度は無事に通水できた。次いで電気工事も竣工したため、11月5日から逓信省による検査が始まった。ところが14日、検査中の2号水車のケーシングが破裂する事故が発生し、検査にあたっていた逓信省技師と発電所作業員の2名が即死するという事故が発生した。事故の調査報告によると、ケーシング破裂は水撃作用（ウォーターハンマー）が直接の原因で、ケーシングの強度に欠陥があったことが由来とみられるという。
排水後、水車・発電機2台分について検査を続行、11月30日に逓信省の仮使用認可を得た。そして名古屋市内配電用変電所の完成を待って翌12月10日送電開始に漕ぎつけた。その後事故水車の修理と未完成の水車・発電機1台も完成し、1912年（明治45年）7月までに全設備の使用が開始されている。なお発電所の名称は当初「木曽川発電所」であったが、1917年（大正6年）6月1日より「八百津発電所」となった。
完成した八百津発電所の出力は7,500キロワットで、その発生電力は66キロボルト送電線にて名古屋市郊外萩野村（現・名古屋市北区）の萩野変電所へと送電された。この八百津変電所は、長良川発電所（出力4,200キロワット）とともに名古屋電灯時代は主力発電所として重きをなした。

### 改良工事

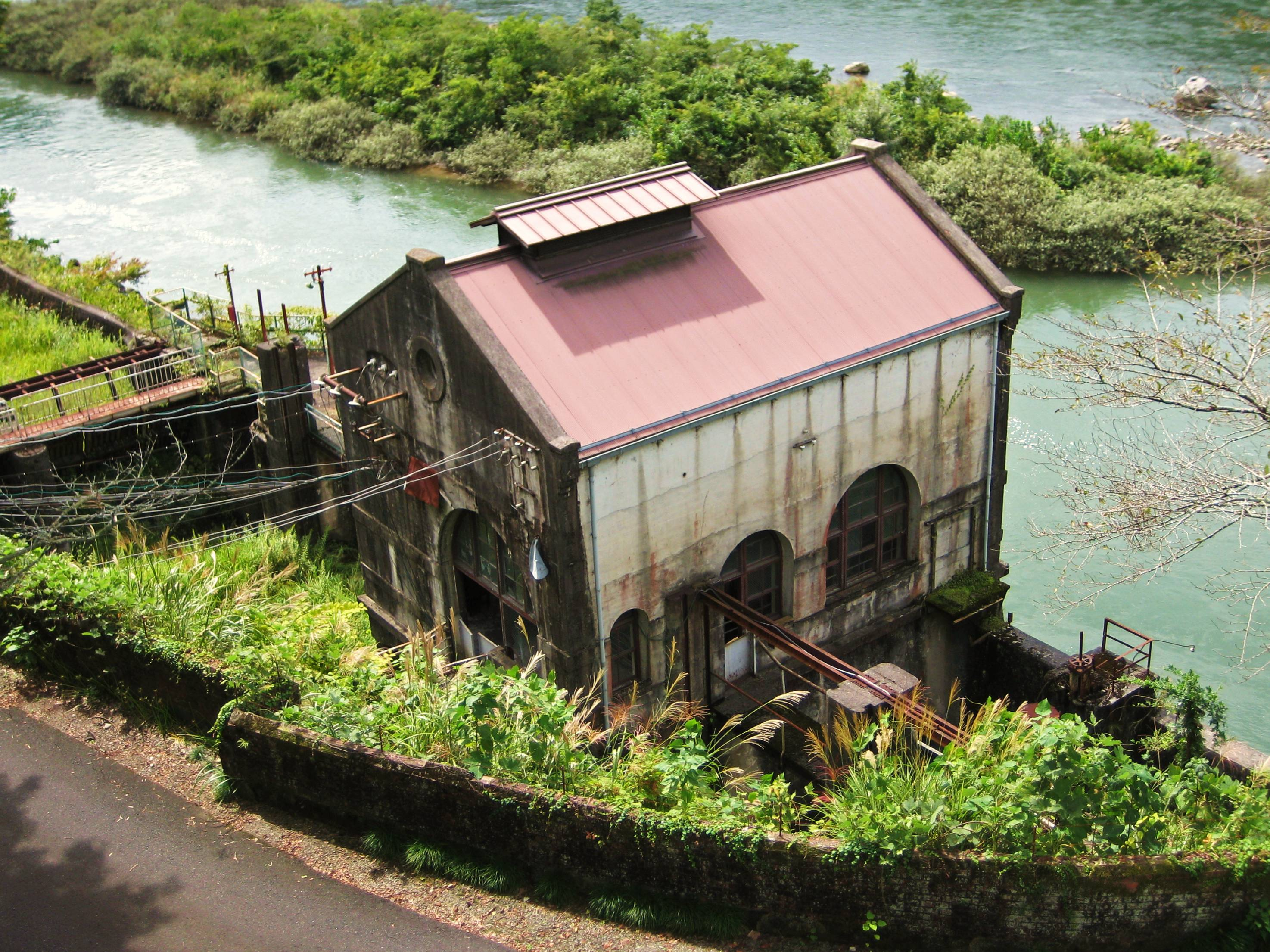
放水口発電所（2009年撮影）

八百津発電所は取水口に設計上の不備があり、降雨によって増水すると塵芥除け（スクリーン）が塞がり取水できなくなり発電が停止してしまう、という不具合が生じていた。このため完成後数年で改良工事が起こされ、1915年（大正4年）までに取水口が改修された。
反対の放水口でも欠点があった。放水口が安全に配慮して洪水時の水位よりも高い位置に設けられていたため、洪水時の水位と通常時の水位の間にある落差を発電に利用していなかったのである。この落差を利用するため放水口にも発電機が取り付けられ（放水口発電所）、1917年（大正6年）5月25日に竣工した。発電所出力は1,200キロワットである。なお放水口発電所の設置は、発電所対岸にあった木材流送の拠点「錦織網場」（上流から流れてきた木材をここで筏に組み立てた）の作業を本発電所の放水が支障していたのでその対策も兼ねていたという。
1921年（大正10年）10月、名古屋電灯は奈良県の関西水力電気と合併して関西電気となり、翌1922年（大正11年）6月には東邦電力へと改称した。
東邦電力時代も引き続き改良工事が行われ、まず建設当初より故障が頻発していた水車が1922年（大正11年）8月より順次取り替えられた。発電機・変圧器についても焼損事故がしばしば発生していたためこれらの改造工事も1923年（大正12年）より始められ、翌1924年（大正13年）9月にはすべて竣工した。一連の改造により発電所出力は7,500キロワットから9,600キロワットに増加し、さらに送電電圧を77キロボルトに昇圧の上で羽黒村（現・犬山市）に新設の羽黒変電所へと送電するようになった。
1924年（大正13年）12月、八百津発電所よりも上流側にダム（大井ダム）を伴う大井発電所が新設された。大井発電所の竣工によって八百津発電所ではダムの流量調整によって発電に影響を受けることから、翌1925年（大正14年）から八百津発電所の全出力（放水口発電所も含む計1万800キロワット）を、大井発電所を運転する大同電力へ一括で売却することとなった。

### ダム計画
先に触れた大同電力は、旧名古屋電灯の電源開発部門が独立した木曽電気製鉄を前身とする、名古屋電灯から派生した電力会社であり、木曽川の水力開発を手がけていた。1920年（大正9年）3月、大同電力は名古屋電灯時代に出願していた木曽川「錦津水力」の水利権を許可された。この「錦津水力」の発電所計画は、八百津発電所取水口の上流側で取水し、八百津発電所下流側の八百津橋付近に発電所を設置する、というものであった。
その後大同電力では、上流の大井発電所がダム式で建設されたことから「錦津水力」もダム式に改めることとし、この水利権を「二股水力」・「丸山水力」・「錦織水力」の3つに分割する計画変更を出願した。この計画に対し、八百津発電所を運転する東邦電力でも急遽八百津発電所をダム式発電所に改造して使用水量を増加する計画変更を出願。両社の競願は、既得水利権の変更であるなどの理由から大同電力側が認められ、1927年（昭和2年）12月に許可が与えられた。許可を受けて大同電力ではまず「丸山水力」の発電所建設準備に着手した。
不況のため「丸山水力」の発電所着工は遅れたが、その間に大同電力では計画を見直し、八百津発電所を東邦電力から買収して廃止し、その分丸山発電所の使用水量を増加するのが合理的との結論を得た。そのため大同電力は東邦電力と八百津発電所買収について交渉をもつが、合意に至ることはなく、「丸山水力」の発電所建設は不可能なため景気回復後はまず上流の笠置発電所を建設した。
1930年代後半になって電力国家管理の動きが生じ電力管理法が成立すると、設立が予定される国策会社日本発送電の性格から八百津発電所の買収が容易となり一方で大規模発電所建設が推奨されると予測した大同電力では、「丸山水力」と上流「二股水力」を統合した出力13万5000キロワットを擁する大規模発電所の建設計画を立案した。1939年（昭和14年）4月、この計画は日本発送電の設立とともに同社に引き継がれた。

### ダム建設による改造

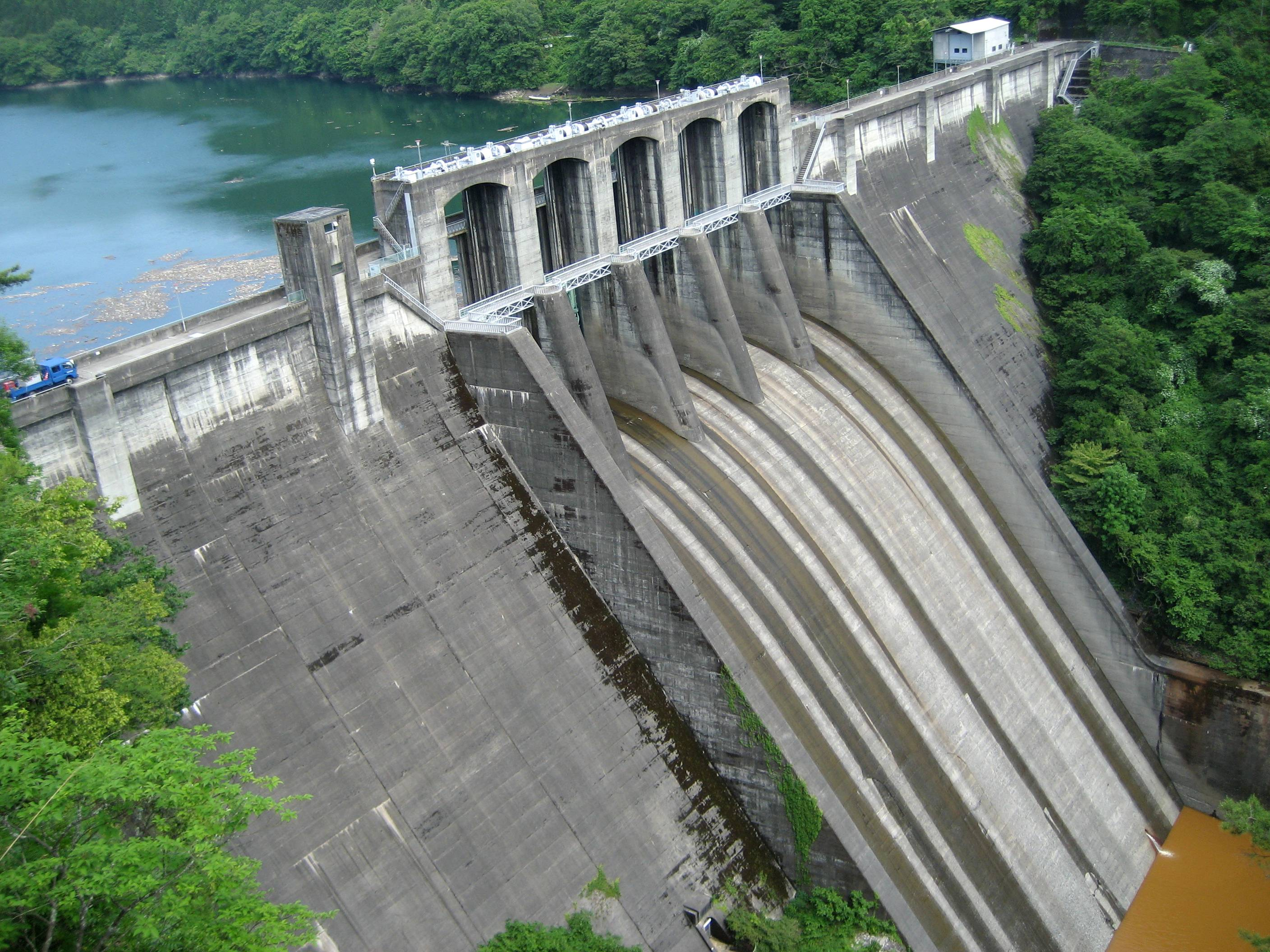
丸山ダム

電力国家管理の強化に伴い全国の主要水力発電所を日本発送電へと移管することとなったため、1941年（昭和16年）10月1日付で東邦電力は八百津発電所（放水口発電所を含む）を日本発送電へと出資した。一方日本発送電による「丸山水力」開発については、1943年（昭和18年）12月に丸山発電所の建設工事が始まった。しかし太平洋戦争中であり、資材不足や終戦間際の混乱で1945年（昭和20年）5月に工事が停止された。
戦後の1951年（昭和26年）5月1日、電気事業再編成によって関西電力などの9電力会社が発足する。再編成に際して日本発送電の発電所は、その所在地とは無関係に主たる送電先の地域の会社に帰属させる「潮流主義」の原則に基づいて9電力会社に配分されたため、木曽川の発電所は中部電力ではなく関西電力に帰属し、八百津発電所も関西電力に引き継がれた。また丸山発電所工事は関西電力によって再開され、1954年（昭和29年）4月、出力12万5,000キロワットの水力発電所として完成をみた。
当初の計画では、この丸山発電所の新設と引き替えに八百津発電所は廃止される予定であった。しかし戦後の電力需要の増加、とくにピーク時の需要（尖頭負荷）の増大に対処するため、途中で八百津発電所を存続してピーク時の発電量をより多く確保する方針に変わった。丸山発電所建設により、八百津発電所の取水口は取水ダム（丸山ダム）の脇、丸山発電所取水口の北隣となり、新取水口にあわせて水路も一部新設された。

### 廃止とその後

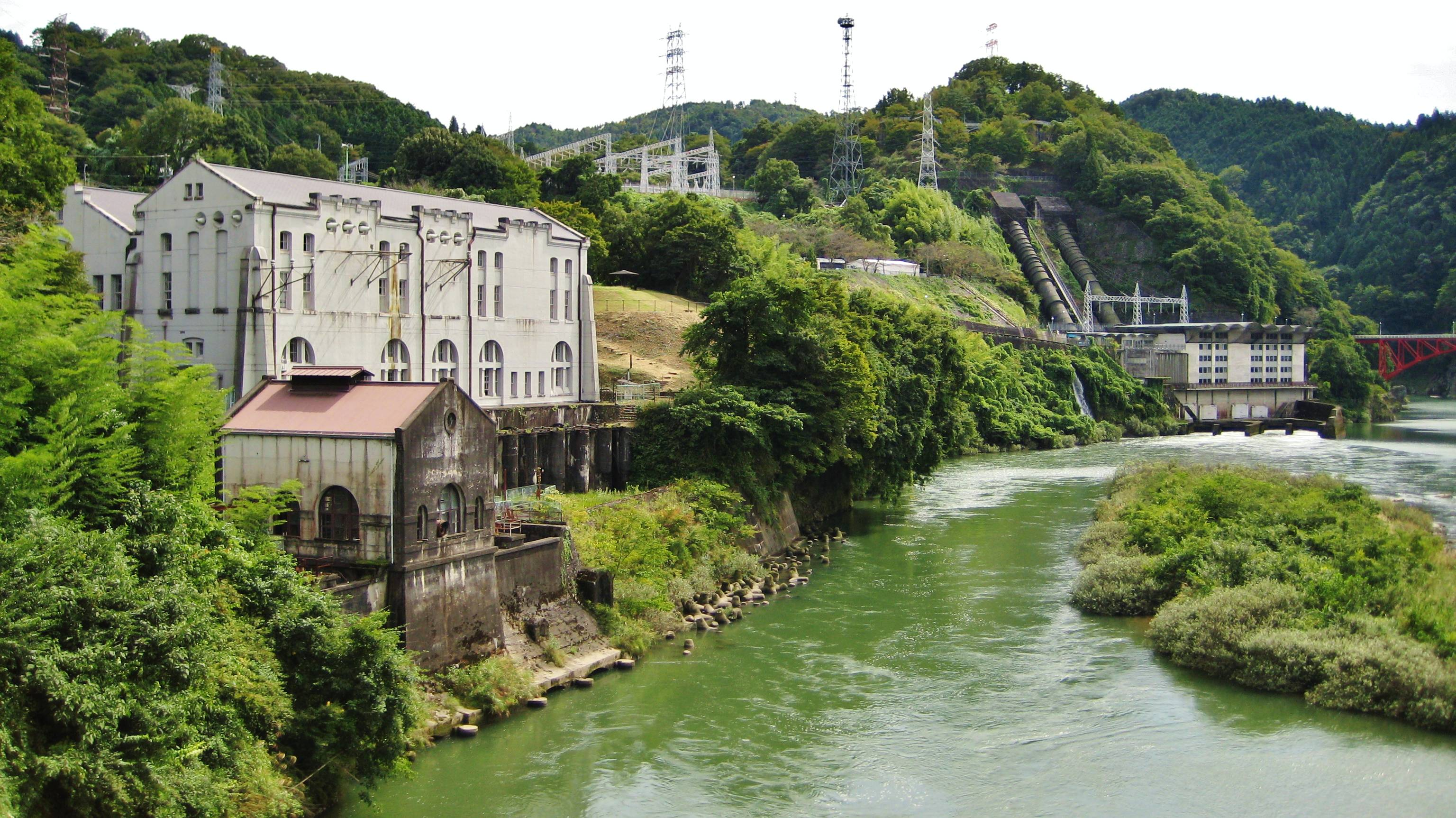
旧八百津発電所（手前）と丸山発電所（右奥）。新丸山発電所はさらに奥、丸山ダム近くに位置する。

八百津発電所は丸山発電所建設当時の水準では効率が悪く、また未利用落差30メートルを抱えており、丸山ダムを利用する新発電所に更新するならばその出力（1万800キロワット）以上の発電力が得られると考えられていた。その後1969年（昭和34年）になり、八百津発電所の廃止して未利用落差を活用し、夏季ピーク時の負荷を受け持つ発電所として新丸山発電所が着工され、1971年（昭和46年）5月に出力6万3,000キロワットにて運転を開始した。そしてその3年後の1974年（昭和49年）11月16日付で八百津発電所は廃止された。
廃止後、地元八百津町は関西電力に対し発電所建物の保存を申し入れる。発電所建物が八百津町指定有形文化財、次いで岐阜県重要文化財に指定されたのち、1978年（昭和53年）には関西電力から八百津町に譲渡された。同年5月、「八百津町郷土館」として公開を開始。1998年（平成10年）5月には保存されている発電所施設が国の重要文化財に指定され、それを機に郷土館の名称も「旧八百津発電所資料館」に変更された（2018年（平成30年）12月より休館中・再開未定）。

## 設備構成

### 水路設備
取水地点は発電所上流側の飯地村字川平（現・恵那市飯地町）に位置した。建設当時から取水堰堤は未設置であったが、上流側の発電所建設に伴って1924年（大正13年）に木曽川を横断する木製・石垣造りの仮堰堤が建設された。堰堤の頂長は74.2メートル。取水口は右岸の岩盤を開削して設けられており幅6.07メートル、高さ5.46メートルで、柱で仕切って2つの制水門が取り付けられている。
水路はダムによらず所要落差を得るため長く造られており、総延長は9,682.73メートルに及ぶ。全体の6割以上がトンネルで、その他暗渠・開渠・水路橋の区間がある。水路にはおおむね2000分の1の勾配がつけられている。また水路中間地点に沈砂池を設ける。
水路の終端にある上部水槽は最大幅35.91メートル、延長70.55メートル、平均水深3.79メートルという大きさで、側面に溢流式の余水路が付属する。水槽から発電所へ水を落とす水圧管は発電水車用を左右に2条ずつ（内径2.133メートル・長さ181.14メートル）、励磁機水車用を中央部に2条設置している。
発電所出力が9,600キロワットとなった後の取水量は1000立方尺すなわち27.826立方メートル毎秒 (m3/s)、有効落差は46.227メートルであった。

### 発電設備

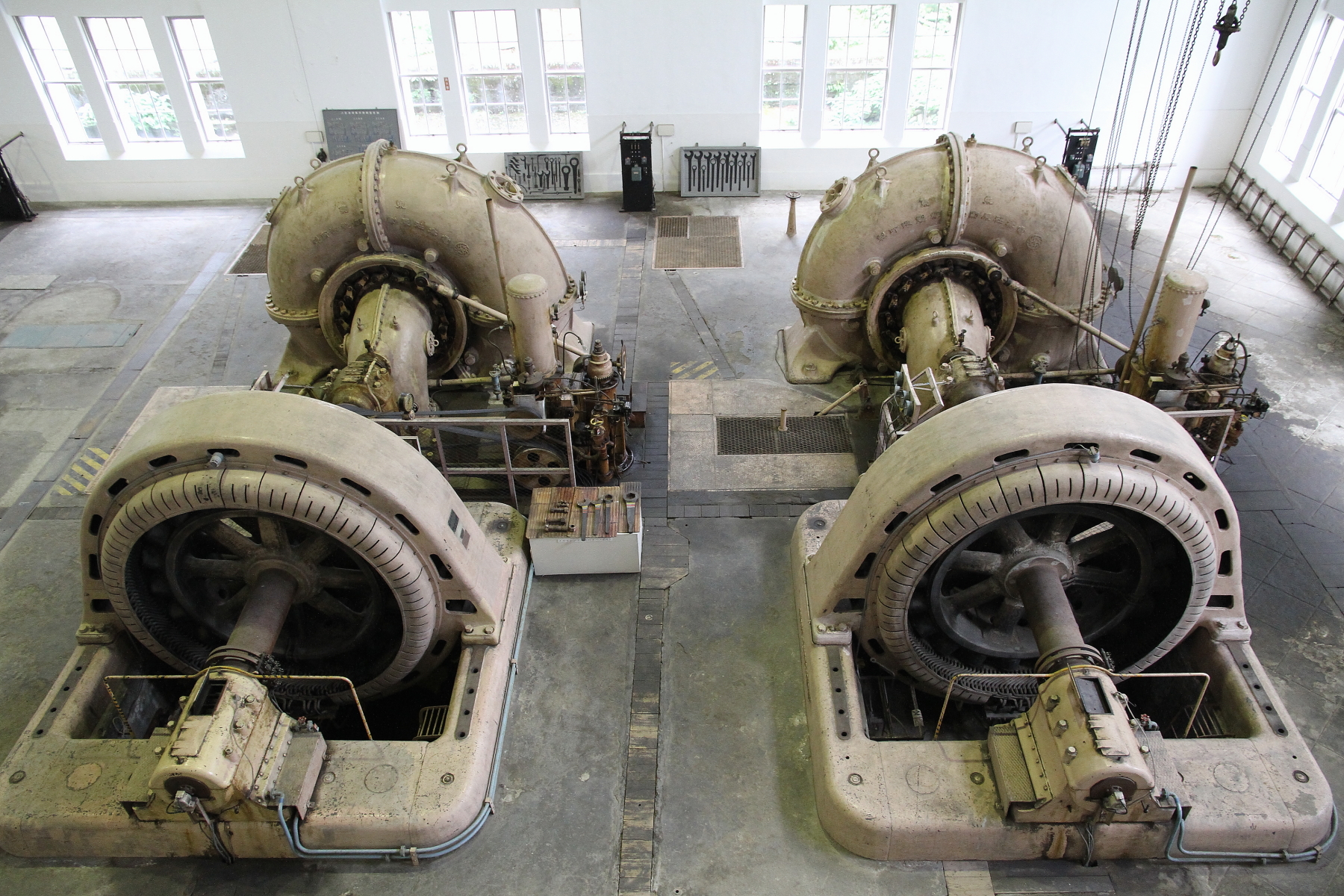
計3組保存されている発電機（手前）と水車（奥）
3組のうち1組は1985年の国際科学技術博覧会（つくば万博）に出展されたことがある。

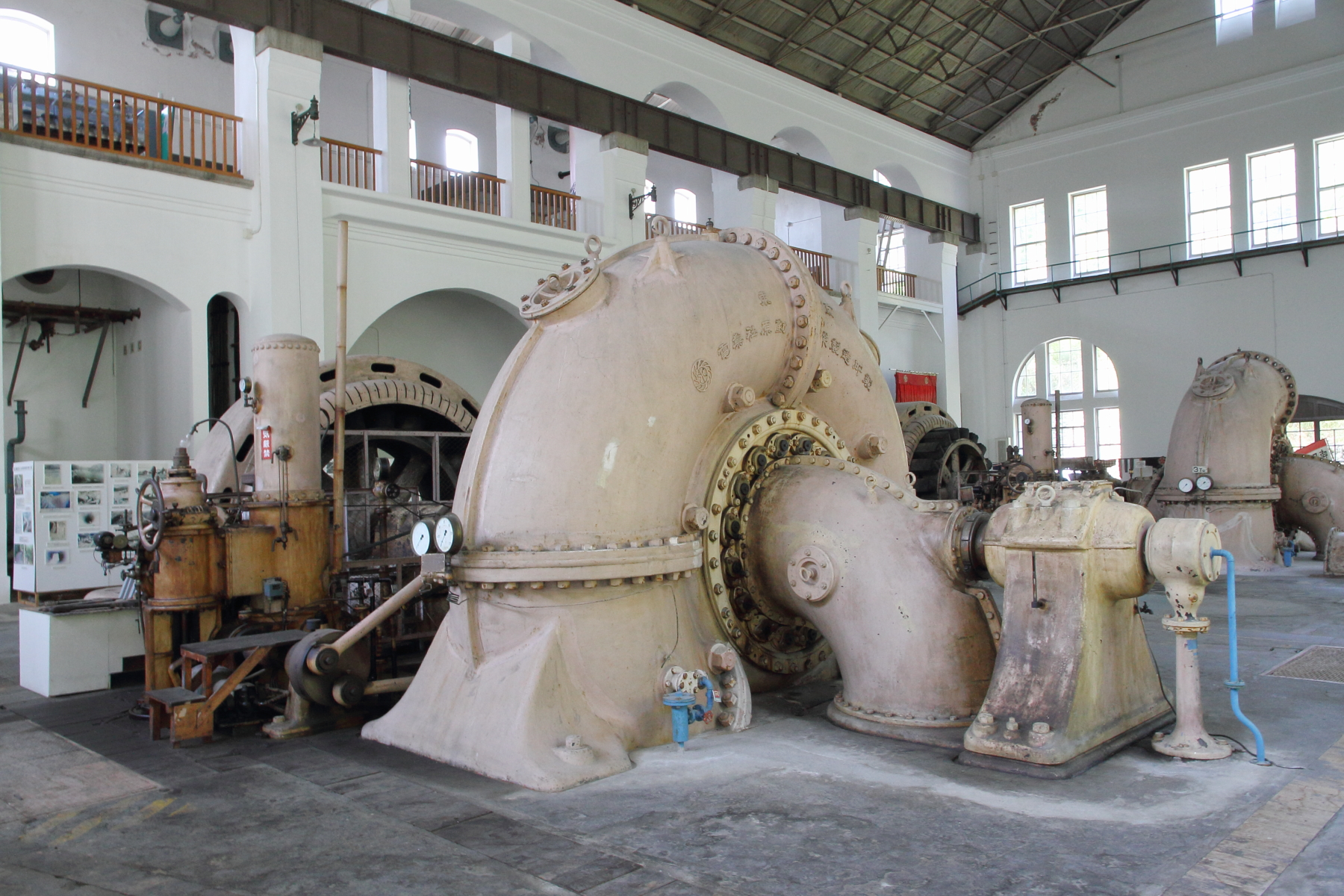
横軸複流渦巻フランシス水車

発電所本館は煉瓦造の2階建1棟（516坪）と平屋建1棟（806.4坪）からなる。本館1階には水車・発電機室と主要変圧器室、2階には配電盤室・避雷器室を配置する。
水車は横軸複流渦巻フランシス水車を設置。建設当初は米国モルガン・スミス製の水車を設置していたが、水車ケーシングの破裂事故が相次いだことから、1923年（大正12年）1月よりケーシングを新造し、あわせて水車出力を4,200馬力から4,600馬力へと増強するという改造工事が始められた。工事は電業社が担当した。
発電機は水車直結の横軸回転界磁型で、容量4,375キロボルトアンペア（力率80パーセント）・電圧6,600ボルト・周波数60ヘルツ。製造は米国ゼネラル・エレクトリック (GE)。焼損事故が相次いだため水車と同時に改造工事が起こされ、発電機コイルの巻替えによって容量が3,125キロボルトアンペアから増強された。工事は芝浦製作所が担当し1924年（大正13年）9月に竣工した。
上記水車・発電機は4台設置するがうち1台を予備として運用した。ただし太平洋戦争中に予備水車・発電機は福井県の足羽発電所（1944年着工・1950年竣工）へと移設された。
水車は励磁機用も2台あり、これはモルガン・スミス製横軸単流渦巻フランシス水車であった。

### 放水口発電所
八百津発電所（主発電所）の放水を活用する附属発電所、すなわち放水口発電所は、主発電所の放水口に設置されていた。放水口発電所の使用水量は主発電所よりも若干少ない24.209立方メートル毎秒、有効落差は6.667メートルで、1,200キロワットの発電力を持つ。
主発電所の放水は、放水口に接し設置された放水口発電所の取水口より長さ33.33メートルの開渠を経て上部水槽に導かれる。水圧鉄管はなく、水は水槽から直接水車に落とされる。水車は露出型の4台1組となった横軸フランシス水車であり、左右2組の設置。そして水車に挟まれた中央部に水車直結の発電機が1台据え付けられていた。発電機は横軸回転界磁型で容量1,500キロボルトアンペア・力率80パーセント・電圧6,600ボルト・周波数60ヘルツ。なお、水車・発電機ともに日立製作所製であった。

## 遺構の重要文化財指定

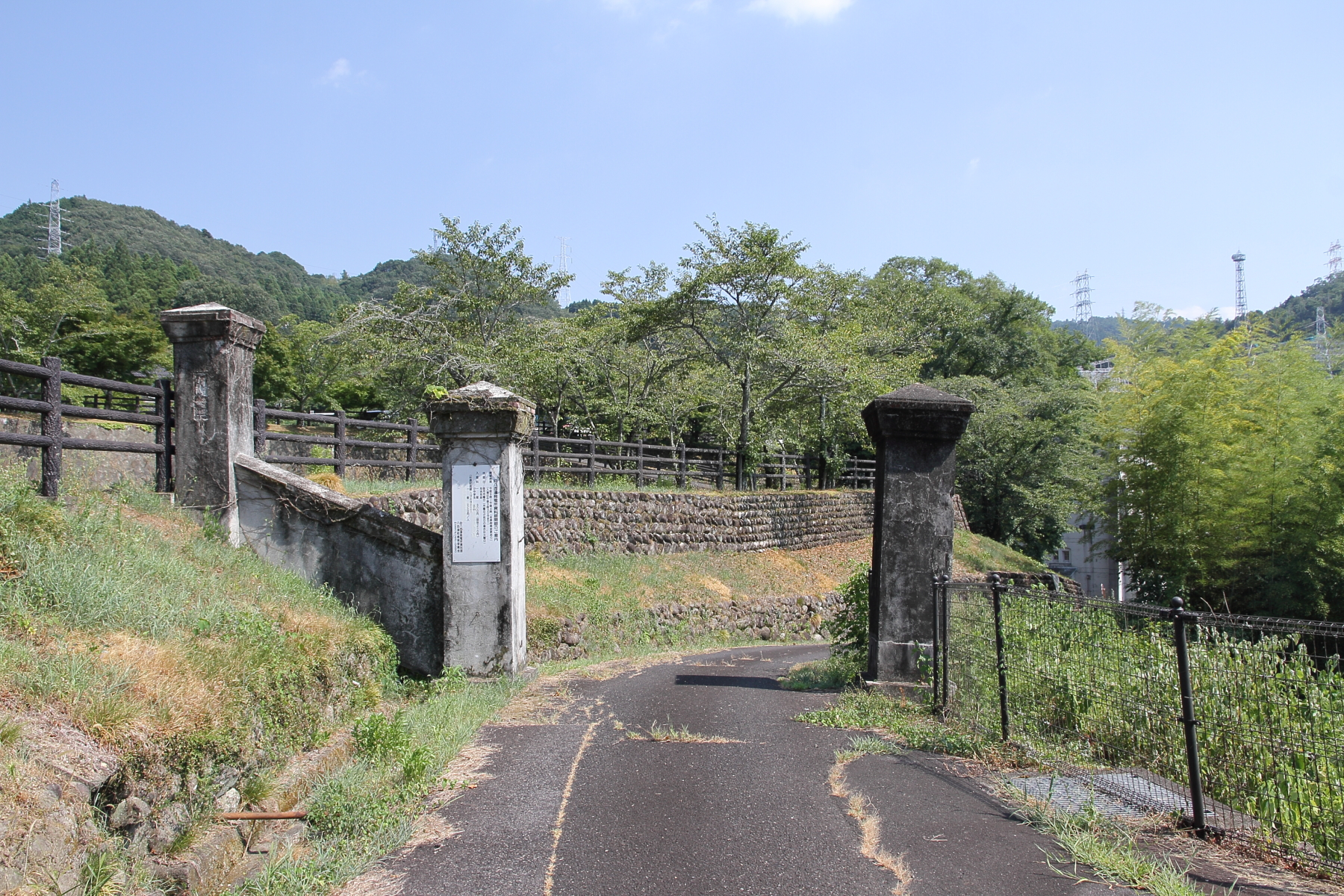
発電所入口の門柱

1998年（平成10年）5月1日付で発電所本館及び放水口発電所が「旧八百津発電所施設」として国の重要文化財に指定された。さらに7年後の2005年（平成17年）7月22日付で、水槽（上部水槽）・余水路・土地が重要文化財に追加指定された。
指定物件の明細は以下のとおり。
- 発電所本館 1所
  - 発電機棟（発電装置3基・走行クレーン1基を含む）および送電棟、水圧管路（水圧鉄管を欠く）5組、放水路からなる
- 放水口発電所 1所
  - 発電所建屋（発電装置1基・走行クレーン1基を含む）、水槽からなる
- 水槽（鉄筋コンクリート造桁橋7基・門扉・開閉装置一式を含む）1所
- 余水路 1所
- 土地（雑種地）
  - 字下屋敷・字与六洞・字大岩・字各務・字巻崎の各一部
  - 敷地内の門柱・煉瓦塀・擁壁・管理用階段を含む